# Percy Lorenzo Galván Flores

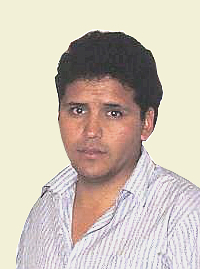
Percy Galván als junger Priester bei einem Besuch in Waldorf im Rahmen der Bolivienpartnerschaft (1993)

Percy Lorenzo Galván Flores (* 10. August 1965 in der Provinz Tomás Frías) ist ein bolivianischer Geistlicher und römisch-katholischer Erzbischof von La Paz.

## Leben
Percy Lorenzo Galván Flores zog mit seiner Familie als Kind nach San Lucas und trat 1984 in das Priesterseminar des Erzbistums Sucre ein, wo er das theologische Propädeutikum absolvierte. Für die weiteren philosophischen und theologischen Studien wechselte er 1985 an das Nationalseminar in Cochabamba. Am 18. Juli 1991 empfing er das Sakrament der Priesterweihe für das Erzbistum Sucre.
Nach Tätigkeiten in der Pfarrseelsorge war er von 1996 bis 1998 Bischofsvikar für die Seelsorgeregion La Frontera. Nach weiteren Studien an der Päpstlichen Universität Gregoriana in Rom erwarb er 2001 das Lizenziat in biblischer Theologie. Von 2001 bis 2005 war er Regens des Diözesanseminars in Sucre, bevor er im September 2005 für eine dreijährige Amtszeit zum Generalvikar des Erzbistums ernannt wurde. Anschließend war er für die Vorbereitung der 6. Diözesansynode des Erzbistums verantwortlich. Von 2005 bis 2013 war er zudem Pfarrer in Sucre, Domkapitular und Verantwortlicher für das Diözesanmuseum. Außerdem gehörte er dem Wirtschafts-, Pastoral- und Priesterrat des Erzbistums Sucre an.
Papst Benedikt XVI. ernannte ihn am 2. Februar 2013 zum Prälaten von Corocoro. Der emeritierte Erzbischof von Sucre, Jesús Gervasio Pérez Rodríguez OFM, spendete ihm am 1. Mai desselben Jahres die Bischofsweihe; Mitkonsekratoren waren Erzbischof Giambattista Diquattro, Apostolischer Nuntius in Bolivien, und Toribio Ticona Porco, emeritierter Prälat von Corocoro. Die Amtseinführung fand drei Tage später statt.
Papst Franziskus ernannte ihn am 23. Mai 2020 zum Erzbischof von La Paz. Die Amtseinführung fand am 1. September desselben Jahres statt.